# Max Langer
Max Langer (Faulbrück, nu: Mościsko, 15 september 1874 – Sagan, nu: Żagań, 26 september 1944) was een Duits componist en militaire kapelmeester. 

## Levensloop
Langer werd in 1892 lid van de militaire muziekkapel van het Grenadier Regiment nr. 119 in Stuttgart. In 1896 veranderde hij zich tot een militaire muziekkapel in Berlijn. Van 1900 tot 1903 studeerde hij aan de Koninklijke hoge school voor muziek in Berlijn en behaalde zijn diploma als Muziekmeester. Als kapelmeester werd hij dirigent van een militaire muziekkapel in Sélestat, toen nog Schlettstadt geheten. Achtereenvolgens had hij ook muziekkapellen in Rastatt (1909) en Straatsburg (1912). Van 1914 tot 1919 was hij kapelmeester van de militaire muziekkapel van het 8e Württembergische Infanterie Regiment nr. 126. In 1917 werd hij tot Koninklijke muziekdirecteur benoemd. 
Na de Eerste Wereldoorlog was hij kapelmeester van een muziekkapel van de Reichswehr. In 1937 werd hij in de Rang van een Stabsmusikmeister dirigent van de muziekkapel van het 7e Pantser Regiment in Vaihingen an der Enz en later van de muziekkapel van het 15e Pantser Regiment in Sagan, nu: Żagań. 
Als componist schreef hij een aantal werken voor harmonieorkest.